# Президент Чилі
Президент Чилі — глава держави і уряду Чилі. Починаючи з 2006 року обирається загальним голосуванням на 4-річний термін і не може бути переобраний на другий термін поспіль. Резиденцією президента є палац Ла-Монеда в Сантьяго.

## Список
| Ім'я                            | Початок терміну | Кінець терміну  | Партія                    |
| ------------------------------- | --------------- | --------------- | ------------------------- |
| Мануель Бланко Енкалада         | 1826            | 1826            |                           |
| Агустін Ейсагірре               | 1826            | 1827            | в.о.                      |
| Рамон Фрейре Серрано            | 1827            | 1827            | ліберальна                |
| Франсиско Антоніо Пінту         | 1827            | 1829            | ліберальна                |
| Франсіско Рамон Вікунья Ларраін | 1829            | 1829            |                           |
| Франсиско Руіс-Тагле            | 1830            | 1830            | (тимчасовий)              |
| Хосе Томас Овальє               | 1830            | 1831            | консервативна             |
| Фернандо Еррасуріс              | 1831            | 1831            | в.о.                      |
| Хосе Хоакін Прієто              | 1831            | 1841            | консервативна             |
| Мануель Бульнес                 | 1841            | 1851            | консервативна             |
| Мануель Монтт                   | 1851            | 1861            | консервативна             |
| Хосе Хоакін Перес Маскаяно      | 1861            | 1871            | консервативна             |
| Федеріко Еррасуріс Саньярту     | 1871            | 1876            | ЛП                        |
| Анібал Пінту                    | 1876            | 1881            | ЛП                        |
| Домінго Санта Марія             | 1881            | 1886            | ЛП                        |
| Хосе Мануель Бальмаседа         | 1886            | 1891            | ЛП                        |
| Хорхе Монтт                     | 1891            | 1896            | військовий                |
| Федеріко Еррасуріс Ечауррен     | 1896            | 1901            | ЛП                        |
| Херман Рієско Еррасуріс         | 1901            | 1906            | ЛА                        |
| Педро Монтт                     | 1906            | 1910            | НП                        |
| Еліас Фернандес                 | 1910            | 1910            | консервативна (в.о.)      |
| Еміліано Фігероа Ларраін        | 1910            | 1910            | ЛП (в.о.)                 |
| Рамон Баррос Луко               | 1910            | 1915            | ЛА                        |
| Хуан Луїс Санфуентес            | 1915            | 1920            | ЛДП                       |
| Артуро Алессандрі               | 1920            | 1925            | ЛП                        |
| Луїс Баррос Борґоньйо           | 1925            | 1925            | ЛП (виконувач обов'язків) |
| Еміліано Фігероа Ларраін        | 1925            | 1927            | ЛП                        |
| Карлос Ібаньєс дель Капмо       | 1927            | 1931            | військовий                |
| Педро Опасо                     | 1931            | 1931            | (тимчасовий)              |
| Хуан Естебан Монтеро Родрігес   | 1931            | 1931            | РП (виконувач обов'язків) |
| Мануель Трукко                  | 1931            | 1931            | (тимчасовий)              |
| Хуан Естебан Монтеро Родрігес   | 1931            | 1932            | РП                        |
| Карлос Давіла Еспіноза          | 1932            | 1932            | СП (тимчасовий)           |
| Бартоломе Гільєрмо Бланш Еспехо | 1932            | 1932            | Військовий (тимчасовий)   |
| Авраам Оянендел                 | 1932            | 1932            | позапартійний             |
| Артуро Алессандрі               | 1932            | 1938            | ЛП                        |
| Педро Аґірре Серда              | 1938            | 1941            | НФ (РП)                   |
| Херонімо Мендес                 | 1941            | 1942            | РП (виконувач обов'язків) |
| Хуан Антоніо Ріос               | 1942            | 1946            | НФ (РП)                   |
| Альфредо Дуальде Васкес         | 1946            | 1946            | НФ (виконувач обов'язків) |
| Ґабріель Ґонсалес Відела        | 1946            | 1952            | НФ (РП)                   |
| Карлос Ібаньєс дель Капмо       | 1952            | 1958            | НВА                       |
| Хорхе Алессандрі Родрігес       | 1958            | 1964            | Незалежний консервативний |
| Едуардо Фрей Монтальва          | 1964            | 1970            | ХДП                       |
| Сальвадор Альєнде               | 1970            | 1973            | Народна єдність (СПЧ)     |
| Аугусто Піночет                 | 1973            | 1981            | військовий (de facto)     |
| Аугусто Піночет                 | 1981            | 1990            | військовий (плебісцит)    |
| Патрісіо Айлвін                 | 1990            | 1994            | КПД (ХДП)                 |
| Едуардо Фрей Руіс-Тагле         | 1994            | 2000            | КПД (ХДП)                 |
| Рікардо Лаґос                   | 2000            | 2006            | КПД (СП)                  |
| Мішель Бачелет                  | 11 березня 2006 | 11 березня 2010 |                           |
| Себастьян Піньєра               | 11 березня 2010 | 2014            |                           |
| Мішель Бачелет                  | 2014            | 2018            |                           |
| Себастьян Піньєра               | 11 березня 2018 | 11 березня 2022 |                           |
| Габріель Борич                  | 11 березня 2022 |                 | СК                        |